# Copa da Croácia de 2018-19
A Copa da Croácia de 2018-19 foi a 29ª edição (ou 28ª, de acordo com certas contagens) do torneio eliminatório mais importante de âmbito nacional da Croácia. Foi disputada por 48 clubes e o Rijeka sagrou-se campeão pela quinta vez.

## Resultados
Em negrito as equipes vencedoras dos confrontos.

### 32avos de final
| Primorac Biograd 3-1 Zagora Rudar Labin 0-3 NK Krk Nehaj Senj 4-1 Granicar Dragovoljac 0-3 Varaždin Zagorec K. 9-0 Libertas Visnjevac 1-2 NK Vrapce Suhopolje 2-3 Udarnik Pleternica 1-0 HNK Segesta | NK Krizevci 2-0 NK Rovinj Nedelisce 2-4 Sloga NG Međimurje 5-0 Sava Strmec Koprivnica 1-3 Sloga Mravince Jadran LP 1-0 NK Bjelovar Bijelo Brdo 0-0 Vukovar '91 (pênaltis 3-4) Bednja Beletinec 2-0 NK P. Karlovac 1-2 Marsonia |

### 16avos de final
| Bednja Beletinec 0-3 Inter Zaprešić Zagorec K. 0-3 Osijek Vukovar '91 3-5 NK Zadar Udarnik 0-2 Slaven Belupo Zelina 2-0 NK GOŠK Sloga NG 2-4 Istra 1961 Sloga Mravince 0-1 Dinamo Zagreb Primorac Biograd 0-1 Lokomotiva | Pleternica 0-4 Vinogradar NK Vrapce 0-2 Hajduk Split NK Krk 1-0 Cibalia NK Krizevci 0-9 Rijeka Nehaj Senj 2-2 Šibenik (pênaltis 2-4) Marsonia 3-0 NK Zagreb Jadran LP 3-1 RNK Split Varaždin 2-0 Međimurje |

### Oitavas de final
| Inter Zaprešić 2-1 Istra 1961 NK Zadar 1-3 Lokomotiva Zelina 0-4 Dinamo Zagreb Vinogradar 4-2 Jadran LP | NK Krk 1-5 Osijek Marsonia 0-1 Slaven Belupo Šibenik 1-2 Hajduk Split (prorrogação) Varaždin 1-2 Rijeka |

### Quartas de final
| Inter Zaprešić 3-0 Vinogradar Lokomotiva 1-2 Rijeka | Osijek 2-1 Hajduk Split Dinamo Zagreb 1-0 Slaven Belupo |

### Semifinais
| Dinamo Zagreb 2-0 Osijek | Inter Zaprešić 1-2 Rijeka |

## Final
O jogo final foi disputado em 22 de maio de 2019 na cidade de Pula.
| 22 de maio    | Dinamo Zagreb | 1 – 3     | Rijeka                      | Estádio Aldo Drosina, Pula             |
| 19:00 (UTC+2) | Oršić 64'     | Relatório | Čolak 13', 39' · Kvržić 85' | Público: 6 742 Árbitro: CRO D. Batinic |

| Copa da Croácia de 2018-19 |
| Croácia                    |
| -------------------------- |
| Rijeka Campeão (5º título) |